# Pseudopanax linearis
Pseudopanax linearis är en araliaväxtart som först beskrevs av Joseph Dalton Hooker, och fick sitt nu gällande namn av Karl Heinrich Koch. Pseudopanax linearis ingår i släktet Pseudopanax och familjen araliaväxter. Inga underarter finns listade.